# Bare Bones (album, Bryan Adams)
Bare Bones je koncertní album kanadského rockového hudebníka Bryana Adamse. Vydáno bylo 16. listopadu 2010 prostřednictvím vydavatelství Decca Records. Nahráno bylo během jarního severoamerického turné, které proběhlo téhož roku, a obsahuje akustické verze Adamsových písní.

## Seznam skladeb
| Pořadí         | Název                                       | Autor                           | Délka |
| -------------- | ------------------------------------------- | ------------------------------- | ----- |
| 1.             | You've Been a Friend to Me                  | Bryan Adams, Gretchen Peters    | 3:16  |
| 2.             | Here I Am                                   | Adams, Peters, Hans Zimmer      | 3:47  |
| 3.             | I'm Ready                                   | Adams, Jim Vallance             | 4:02  |
| 4.             | Let's Make a Night to Remember              | Adams, Robert John "Mutt" Lange | 3:47  |
| 5.             | It Ain't a Party (If You Can't Come 'Round) | Adams, Lange                    | 3:10  |
| 6.             | (Everything I Do) I Do It for You           | Adams, Lange, Michael Kamen     | 5:21  |
| 7.             | Cuts Like a Knife                           | Adams, Vallance                 | 4:43  |
| 8.             | Please Forgive Me                           | Adams, Lange                    | 3:48  |
| 9.             | Summer of '69                               | Adams, Vallance                 | 4:12  |
| 10.            | Walk on By                                  | Adams, Vallance                 | 2:44  |
| 11.            | Cloud Number Nine                           | Adams, Peters, Max Martin       | 3:48  |
| 12.            | It's Only Love                              | Adams, Vallance                 | 3:33  |
| 13.            | Heaven                                      | Adams, Vallance                 | 4:12  |
| 14.            | The Right Place                             | Adams, Vallance                 | 2:54  |
| 15.            | The Way You Make Me Feel                    | Adams, Phil Thornalley          | 3:08  |
| 16.            | The Only Thing That Looks Good on Me Is You | Adams, Lange                    | 2:50  |
| 17.            | You're Still Beautiful to Me                | Adams, Lange                    | 4:12  |
| 18.            | Straight from the Heart                     | Adams, Eric Kagna               | 3:24  |
| 19.            | I Still Miss You... A Little Bit            | Adams, Vallance                 | 3:30  |
| 20.            | All for Love                                | Adams, Lange, Kamen             | 3:16  |
| Celková délka: | Celková délka:                              | Celková délka:                  | 74:09 |

## Obsazení
- Bryan Adams – akustická kytara, harmonika
- Gary Breit – piano

Hosté
- Ben Dobie – nahrávání
- Bob Clearmountain – mix
- Jody Perpick – zvuk